# Epiphanias-Kirche (Bremen)
Die Epiphanias-Kirche in Bremen-Vahr, Ortsteil Gartenstadt Vahr, Bardowickstraße 83, wurde bis 1960 errichtet. 
Das Gebäude steht seit 2020 unter Bremischem Denkmalschutz.

## Geschichte
In der Vahr wurden in den 1950er/1960er Jahren die ersten größeren Wohnsiedlungen in Bremen gebaut, so auch die Gartenstadt Vahr.
Die Kirche mit einem Satteldach und verbindendem offenen Dachstuhl über dem sechseckigen Kirchen- und dem Gemeindesaal sowie dem westlichen Chor ist verklinkert. Der seitliche Turm besteht aus Klinkersteinen und Beton. Der Bau wurde bis 1960 nach Plänen von Peter Ahlers (Bremen) erstellt. Es war nach 1945 in Bremen einer der ersten neuen Kirchbauten.
Das Landesamt für Denkmalpflege Bremen befand: „...Der Grundtyp des Ahlers’schen Entwurfs ist also in Bremen damals durchaus schon geläufig, die Ausführung jedoch individuell und künstlerisch gelungen.“
Beide Säle werden durch eine Empore und mobile Trennwände geteilt. Die Bühne des Gemeindesaals zeigt nach Osten zur Bardowickstraße. Chorfenster, Kreuz, Altar und Taufstein wurden vom Bremer Künstler Willy Menz gestaltet. 
1964 folgte auf dem Areal der Kindergarten an der Hützelstraße (Architekt Ahlers), 1974 das eingeschossige L-förmige Pfarrhaus (Architekt Heinz Lehnhoff) sowie 1994 zwei Anbauten an der Rückseite des Turms und rundum verglast am Altenarbeits-Gruppenraum (Architekt Werner Koch).

## Kirchengemeinde
Die ev.-luth. Epiphaniasgemeinde besteht seit 1956. In Deutschland gibt es um 16 Kirchen mit diesem Namen.